# 祝运璇
祝運璇丶男丶广西灵山人丶中共政治人物丶軍事人物丶中共黨員丶中國人民解放军少將丶2015年9月3日，在纪念抗战胜利70周年阅兵中，担任“华南游击队”英模部队方队领队。

## 生平
曾仼第42集团军政治部主任丶北部战区陆军副政治委员以及南部战区陆军政治工作部主任等職務。 